# Tunica megye
Tunica megye az Amerikai Egyesült Államokban, azon belül Mississippi államban található. Megyeszékhelye és legnagyobb városa Tunica. Lakosainak száma 9782 fő (2020. április 1.). Tunica megye Crittenden, Coahoma, Quitman, DeSoto, Tate, Panola, Lee és Phillips megyékkel határos.

## Népesség
A megye népességének változása:
| Lakosok száma | 10 760 | 10 609 | 10 510 | 10 560 | 10 343 | 9782 |
|               | 2010   | 2011   | 2012   | 2013   | 2015   | 2020 |